# Anhaltisches Theater Dessau
Anhaltisches Theater (Dessau) es el teatro que aloja la compañía de ópera, ballet, conciertos y actividades escénicas de Dessau, Alemania.
Consta de dos salas, la mayor con capacidad para 1096 espectadores.
Sede de la ópera, de la Anhaltische Philharmonie y del teatro de marionetas mundialmente famoso.
Se celebra anualmente el Festival Kurt Weill, oriundo de esa ciudad.